# Castillo de Mora (Toledo)
Castillo de Mora, conocido también como Peñas Negras, es una fortaleza medieval situada a 3 km al este de la localidad toledana de Mora. Levantado en el siglo X bajo el dominio omeya, su función principal fue la vigilancia de las rutas meridionales de acceso a Toledo. Reconstruido en 1131 por orden de Alfonso VII y entregado en 1171 a la Orden de Santiago, actualmente conserva solo restos de murallas, torre del homenaje y aljibes que evidencian múltiples fases defensivas y habitacionales. 

## Historia
La edificación de la primera fortificación plena se atribuye al siglo X en época del emirato de Córdoba. En el año 927, la población de Mora se rebeló contra el emirato y la fortaleza pasó a ser dominada personalmente por Abderramán III, quien reforzó el castillo y en cuyas obras emplearon mampostería de piedra caliza y verdugadas de ladrillo para erigir muros de hasta dos metros de grosor, flanqueados por torres semicirculares orientadas hacia el corredor de La Mancha, con el fin de controlar las rutas comerciales y defensivas que comunicaban la llanura manchega con la ciudad de Toledo.
Con la disolución del califato (1031), Mora quedó bajo la jurisdicción de la Taifa de Toledo, que fortaleció el recinto para supervisar el flujo de sedas y ganado de paso hacia la alcazaba toledana; la alianza matrimonial de Zaida con Alfonso VI en 1081 comportó la cesión en dote a Al‑Mutamid de su administración, pacto que incluía la protección de peregrinos cristianos y el tránsito seguro de caravanas musulmanas a cambio de tributos periódicos.
La conquista cristiana de Toledo en 1085 por Alfonso VI inició sucesivos cambios de dominio: en 1092 los almorávides recuperaron temporalmente el castillo, reforzando troneras y cubos con argamasa para resistir asaltos, hasta que en 1130 Alfonso VII asedió el castillo y apresó al alcaide, integrándolo formalmente en el Reino de Castilla y estableciendo una guarnición permanente de caballeros de la milicia toledana.
El alcaide cristiano Muño Alfonso, nombrado en 1130, promovió trabajos de reconstrucción que incluyeron la alzada de la torre del homenaje cuadrangular de quince metros de altura, la consolidación de pasadizos con bóvedas de medio cañón y la apertura de saeteras orientadas al sur para contener incursiones almorávides hasta la estabilización de la frontera hacia 1140.

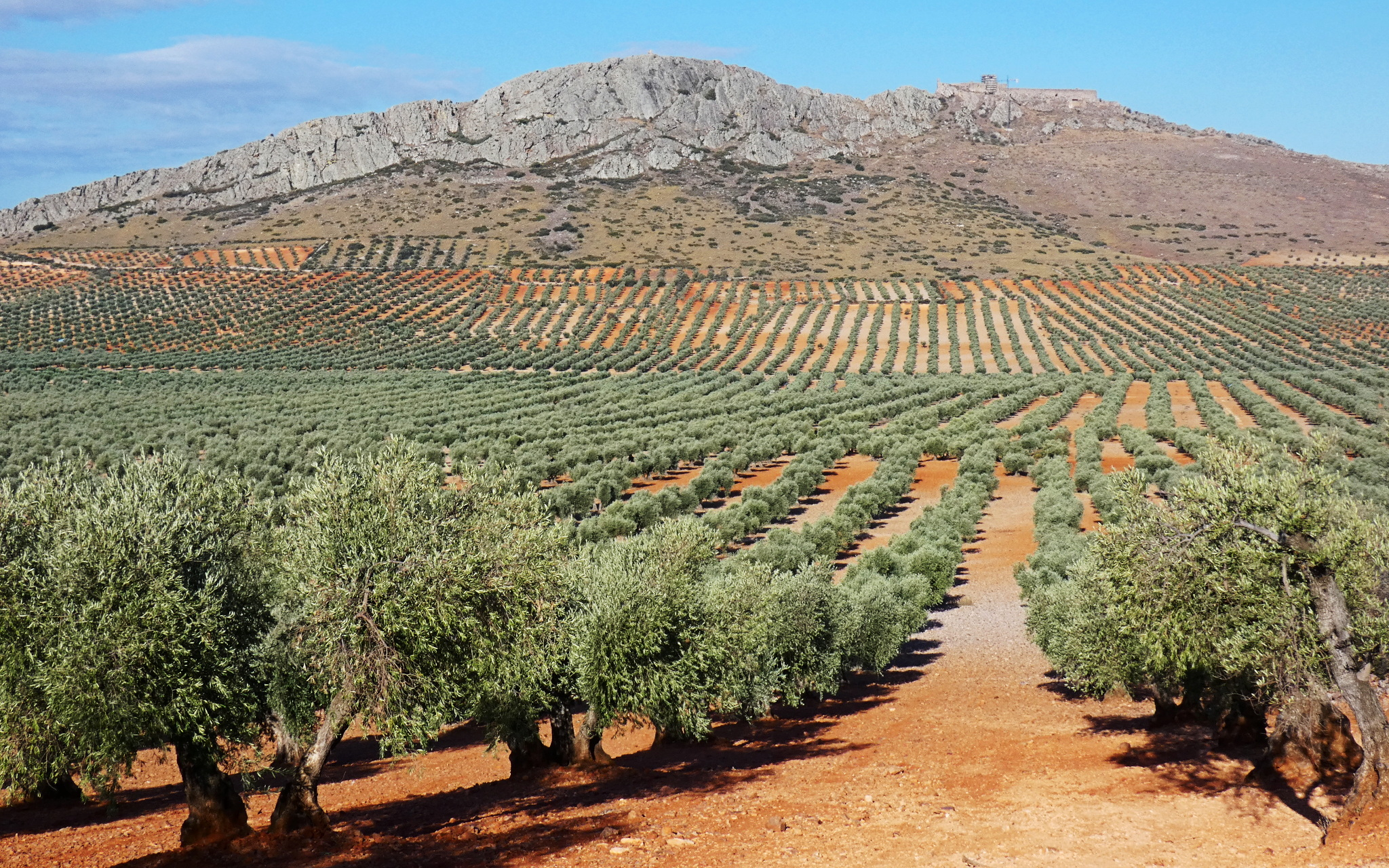
Vista de la sierra del Castillo

En 1131, como complemento ofensivo y puesto de vanguardia, Alfonso VII ordenó alzar en el cercano Cerro Malvecino la atalaya de Peñas Negras, de planta trigonal irregular, muros atirantados y torre redonda de sección cilíndrica, destinada a observar los movimientos almohades y servir de punto de reunión de partidas corsarias cristianas.
Las principales diferencias entre el recinto matriz de Mora y la avanzada de Peñas Negras residen en los materiales y la tipología defensiva: el primero exhibe muros de sillarejo con verdugadas de ladrillo de tradición mudéjar, torres cuadrangulares y cisternas subterráneas, mientras que Peñas Negras presenta restos de muros de mampuesto fino y torre cilíndrica, con planta trigonal y función exclusiva de atalaya adelantada.
La presión del avance almohade en 1146 desembocó en la pérdida de varios bastiones cristianos, lo que propició en 1171 la donación de “el castro de Mora” y en 1180 de Peñas Negras a la Orden de Santiago por Rodrigo Muñiz, condiciendo la entrega a cambio de repoblación con colonos del norte peninsular y el compromiso de mantener rutas seguras hacia Toledo. No solo Mora y su castillo fueron cedidos a la orden, también el despoblado de Yegros sufrió ese destino.
En 1172 la bula de Alejandro III ratificó la encomienda a Santiago, confirmada en 1181 por Alfonso VIII, tras la cual la Orden emprendió obras para adaptar el recinto a la guerra de asedio cristiana: se erigieron murallas dobles con contrafuertes prismáticos, se habilitaron salas de armas con bóvedas de cañón y se incorporaron troneras para ballestas.
Durante los siglos XIII y XV, la guarnición santiaguista, compuesta por freires y escuderos, combinó funciones militares con repoblación de aldeas cercanas como Bogas, al tiempo que desarrolló mejoras progresivas en las cubiertas de madera y la articulación de cisternas subterráneas para asegurar el abastecimiento en épocas de asedio.
Durante el siglo XVI, el duque Valentín, hijo de Alejandro VI, estuvo preso en la torre sur tras matar al alcaide; logró escapar descendiendo por sogas improvisadas, convirtiendo esta huida en un ejemplo del uso carcelario del castillo en la era moderna.
La introducción de artillería a mediados del siglo XVI obligó a ampliar aspilleras y reforzar los lienzos con matacanes sobre ménsulas, así como a construir terraplenes absorbe-proyectiles en el flanco norte, si bien estas adaptaciones no bastaron para sostener su valor militar frente a las nuevas fortificaciones bastionadas.
En 1568 Felipe II segregó la villa de Mora de la Orden de Santiago y vendió el castillo a Francisco de Rojas Guevara, instancia que convirtió estancias en graneros y paneras, provocando el abandono de cubiertas y salones nobles, y la extracción de sillares para usos civiles en la población.
El deterioro continuado en los siglos XVII y XVIII quedó reflejado por Pascual Madoz en su diccionario geográfico-estadístico, que describe el recinto como “famoso castillo ya arruinado”, con muros agrietados y galerías colapsadas por la falta de mantenimiento.
Durante la Guerra de la Independencia (1808–1814), las tropas napoleónicas instalaron piezas de artillería ligera sobre restos de muralla y establecieron polvorines en cámaras subterráneas, lo que aceleró el colapso de bóvedas y torres.
Tras las desamortizaciones de 1836, el castillo dejó de tener uso defensivo y parte de sus estancias se adaptaron como cuartel de la Guardia Civil, habilitando la antigua capilla como dormitorio de tropa y la sala de armas como almacén agrícola, con intervenciones que dañaron elementos medievales.
El 15 de enero de 1970 el Ayuntamiento de Mora adquirió la titularidad y promovió trabajos de consolidación de muros y limpieza de escombros, aunque careció de un proyecto de restauración integral hasta finales del siglo XX, limitándose el acceso público a zonas seguras.
En 2012 se formalizó la permuta de la titularidad de la sierra del Castillo a favor del municipio, unificando la gestión del patrimonio natural y arqueológico, fomentando campañas de prospección y la delimitación de yacimientos prehistóricos limítrofes.
En abril de 2020, el castillo fue inscrito en la Lista Roja del Patrimonio de Hispania Nostra, advirtiendo del riesgo de colapso irreversible de los muros orientales, desprendimientos de mampostería y pérdida de cubiertas originales por filtraciones, lo que impulsó la redacción de un plan director de intervención.

## Arquitectura
El castillo se erige con una planta irregular en forma de “gran buque” que se adapta al escarpado de la sierra del Castillo, disponiéndose en sentido norte–sur a lo largo de casi 200 metros. Los lienzos de muralla exhiben mampostería de piedra caliza alternada con verdugadas de ladrillo, una solución constructiva que combina la solidez del sillarejo con la ligereza del ladrillo para aligerar el empuje de los muros. Este sistema se complementa con contrafuertes prismáticos de refuerzo en los flancos expuestos a la llanura, cuya sección trapezoidal amortigua el impacto de proyectiles y evita el desplome de los alzados.
La torre del homenaje ocupa una posición central, partida en dos sectores separados por un foso seco ya colmatado. De planta cuadrada con muros de más de tres metros de grosor, conserva tres pisos abovedados con bóveda de cañón de ladrillo, rasgo heredado de modelos mudéjares. El piso inferior funcionó como mazmorra y almacén de víveres, mientras que el superior ofrecía aposentos de guardia y sala de vigía. El acceso original se realizaba por tronera elevada en el segundo cuerpo, accesible solo mediante pasarela desmontable, reforzando la defensa pasiva ante asaltos directos.
El recinto exterior, o patio de armas, se hallaba rodeado por un antemuro con cinco torres de flanqueo y un amplio foso natural por el oeste, que se nutre de un manantial en su base. En el lado este, el muro del “Caballo” sustenta la primera iglesia cristiana del lugar, erigida tras la Reconquista y reutilizada como almacén agrario en el siglo XIX. Un túnel de acceso subterráneo, hoy colmatado, comunicaba este patio con las bodegas y bodegones excavados en la roca, garantizando el aprovisionamiento en situaciones de cerco prolongado.
El sistema de abastecimiento de agua se basa en aljibes y cisternas excavadas en el lecho rocoso, dispuestas bajo el segundo recinto. Las galerías están cubiertas con bóvedas de medio cañón recubiertas de mortero impermeable, conectadas a pozos que recogían el agua de lluvia y la conducían por canalizaciones de piedra. Estas instalaciones, fundamentales para la supervivencia de la guarnición, evidencian un conocimiento avanzado de hidráulica medieval y muestran juntas de mampostería muy ajustadas, casi estancas, para minimizar pérdidas por infiltración.
La puerta principal, conocida históricamente como puerta del Cristo, presenta un arco apuntado apuntalado por contrafuertes interiores y flanqueado por dos torres cuadrangulares de menor altura. La jambas de piedra de sillería fina sostienen dovelas descompuestas en clave culminante, técnica similar a la utilizada en proyecciones mudéjares de la mezquita Mayor de Testur  por analogía con modelos norteafricanos. Junto a ella se sitúa un postigo secundario, hoy tapiado, cuya existencia queda reflejada en los aparejos distintos de la fábrica.
El uso de troneras y saeteras está presente en todos los lienzos desde la planta baja hasta el primer cuerpo, adaptadas en sección según el arma: estrechas y alargadas para arco y ballesta, más anchas y bajas para arcabuz. La regularidad dimensional de estas aberturas sugiere plantillas de madera utilizadas para su trazado, indicio de una planificación previa al alzado de muros y torres. En el bastión oriental se conservan troneras dobles enfrentadas, configurando un ángulo de tiro cruzado hacia el valle.
Las primeras intervenciones de restauración datan de 1999, con la redacción de un plan de actuación que proponía la delimitación de zonas de conservación, estudio arqueológico y consolidación de paramentos. En 2001 se ejecutó una campaña en el acceso norte, identificada como posible capilla de los freires, donde se documentaron alzados originales y se retiraron escombros modernos. Entre 2005 y 2010, las Escuelas Taller “Ruta de Don Quijote” y “Peñas Negras” trazaron plantas y alzados de las estructuras medievales, realizaron apuntalamientos de muros decaídos y consolidaron la Torre del Homenaje mediante reinstalación de dovelas caídas y refuerzo con mortero de cal tradicional.
A pesar de estas acciones, el castillo permanece en estado de ruina progresiva, con muros agrietados y cubiertas inexistentes, lo que ha motivado su inclusión en la Lista Roja del Patrimonio en el año 2020. El estatus de Bien de Interés Cultural (BIC) obliga a la elaboración de un Plan Director que asuma la catalogación de la totalidad del inmueble, defina actuaciones de urgencia y establezca protocolos de mantenimiento preventivo, un avance pendiente a la fecha.